# Liste der Bodendenkmäler in Fürstenzell
Auf dieser Seite sind die Bodendenkmäler in dem niederbayerischen Markt Fürstenzell zusammengestellt. Diese Tabelle ist eine Teilliste der Liste der Bodendenkmäler in Bayern. Grundlage ist die Bayerische Denkmalliste, die auf Basis des Bayerischen Denkmalschutzgesetzes vom 1. Oktober 1973 erstmals erstellt wurde und seither durch das Bayerische Landesamt für Denkmalpflege geführt wird. Die folgenden Angaben ersetzen nicht die rechtsverbindliche Auskunft der Denkmalschutzbehörde.

## Bodendenkmäler in Fürstenzell
| Lage       | Objekt                                                                                         | Akten-Nr.     | Bild |
| ---------- | ---------------------------------------------------------------------------------------------- | ------------- | ---- |
| (Standort) | Verebnete Viereckschanze der späten Latènezeit.                                                | D-2-7445-0001 |      |
| (Standort) | Station des Jungpaläolithikums/Mesolithikums, Siedlung des Spätneolithikums (Altheimer Gruppe) | D-2-7445-0002 |      |
| (Standort) | Siedlungen des Spätneolithikums (Altheimer Gruppe) und der späten Latènezeit.                  | D-2-7445-0004 |      |
| (Standort) | Station des Mittel- oder Jungpaläolithikums und Siedlung des Spätneolithikums.                 | D-2-7445-0005 |      |
| (Standort) | Siedlung des Endneolithikums.                                                                  | D-2-7445-0007 |      |
| (Standort) | Siedlung des Neolithikums.                                                                     | D-2-7445-0013 |      |
| (Standort) | Station des Jungpaläolithikums und Siedlung des Neolithikums.                                  | D-2-7445-0014 |      |
| (Standort) | Verebnete Abschnittsbefestigung vor- und frühgeschichtlicher oder mittelalterlicher Zeit       | D-2-7445-0021 |      |
| (Standort) | Siedlung vor- und frühgeschichtlicher Zeitstellung.                                            | D-2-7445-0022 |      |
| (Standort) | Verebnete Viereckschanze der späten Latènezeit.                                                | D-2-7445-0051 |      |
| (Standort) | Verebnete Viereckschanze der späten Latènezeit.                                                | D-2-7445-0052 |      |
| (Standort) | Untertägige frühneuzeitliche Befunde im Bereich der Kath. Wallfahrtskapelle                    | D-2-7445-0132 |      |
| (Standort) | Mittelalterliche und frühneuzeitliche Hofwüstung Krottenthal.                                  | D-2-7445-0145 |      |
| (Standort) | Untertägige mittelalterliche und frühneuzeitliche Befunde im Bereich des Klosters              | D-2-7445-0157 |      |
| (Standort) | Siedlung des Spätneolithikums.                                                                 | D-2-7445-0168 |      |
| (Standort) | Siedlung des Neolithikums.                                                                     | D-2-7445-0169 |      |
| (Standort) | Siedlung des Neolithikums.                                                                     | D-2-7445-0170 |      |
| (Standort) | Siedlungen des Neolithikums und der späten Latènezeit.                                         | D-2-7445-0171 |      |
| (Standort) | Siedlung des Neolithikums.                                                                     | D-2-7445-0172 |      |
| (Standort) | Silexabbaugebiet und Schlagplätze vorgeschichtlicher Zeitstellung.                             | D-2-7445-0176 |      |
| (Standort) | Schlagplatz vorgeschichtlicher Zeitstellung.                                                   | D-2-7445-0177 |      |
| (Standort) | Siedlung des Neolithikums.                                                                     | D-2-7445-0178 |      |
| (Standort) | Siedlung der Steinzeiten.                                                                      | D-2-7445-0179 |      |
| (Standort) | Siedlung und verebnetes Grabenwerk vor- und frühgeschichtlicher Zeitstellung.                  | D-2-7445-0180 |      |
| (Standort) | Hoch- bis spätmittelalterlicher ebenerdiger Ansitz "Burgstall Hirschstein".                    | D-2-7446-0101 |      |
| (Standort) | Untertägige mittelalterliche und frühneuzeitliche Befunde                                      | D-2-7446-0261 |      |
| (Standort) | Siedlungen des Neolithikums und der Latènezeit.                                                | D-2-7446-0264 |      |
| (Standort) | Untertägige mittelalterliche und frühneuzeitliche Befunde im Bereich der Kath. Pfarrkirche     | D-2-7545-0149 |      |
| (Standort) | Siedlung des Neolithikums, u. a. der Linearbandkeramik, und der Latènezeit                     | D-2-7545-0155 |      |
| (Standort) | Siedlungen des Neolithikums und der Latènezeit.                                                | D-2-7545-0156 |      |
| (Standort) | Siedlung des Neolithikums.                                                                     | D-2-7546-0021 |      |
| (Standort) | Siedlung der Linearbandkeramik sowie des Mittel- und Spätneolithikums.                         | D-2-7546-0051 |      |
| (Standort) | Untertägige mittelalterliche und frühneuzeitliche Befunde im Bereich der Kath. Pfarrkirche     | D-2-7546-0080 |      |
| (Standort) | Untertägige mittelalterliche und frühneuzeitliche Siedlungsteile im Bereich der Hofwüstung     | D-2-7546-0085 |      |
| (Standort) | Siedlungen des Altneolithikums und der späten Latènezeit.                                      | D-2-7546-0087 |      |
| (Standort) | Siedlungen des Neolithikums und der späten Latènezeit sowie des Mittelalters.                  | D-2-7546-0088 |      |